# Miguel de la Madrid
Miguel de la Madrid Hurtado (Colima, 1934. december 12. – Mexikóváros, 2012. április 1.) mexikói politikus, az Intézményes Forradalmi Párt tagja, valamint Mexikó elnöke 1982 és 1988 között.

## Gyerekkora és fiatalsága
1934-ben született Colima városában. Édesapja, Miguel de la Madrid Castro, neves ügyvéd és édesanyja Alicia Hurtado Oldenbourg voltak. Miguel de la Madrid 2 éves volt, amikor apja gyilkosság áldozata lett. Nagyapja Enrique Octavio de la Madrid, Colima állam kormányzója volt.
A Mexikói Autonóm Nemzeti Egyetemen szerezte meg első diplomáját jogtudományból, majd a Harvard Egyetem közigazgatási mesterképzését végezte el.

## Korai karrierje
Már a Mexikói Autonóm Nemzeti Egyetemen töltött tanulmányai alatt dolgozott a Mexikói Jegybanknál, majd diplomázása után a Mexikói Pénzügyminisztériumban kapott állást 1965-ben. 1970 és 1972 között Mexikó állami olajipari vállalatánál, a Pemexnél dolgozott. 1975-ben Luis Echevarría elnöksége alatt pénzügyminiszter-helyettes lett.

## Elnöksége

### Gazdaságpolitika
De la Madrid elődeivel ellentétben határozottan piacbarát, neoliberális politikát folytatott. Évente 100%-kal nőtt átlagosan az infláció, aminek mélypontja 1987-ben volt 159%-os növekedéssel. Az 1980-as évek közepére Mexikóban 25%-os volt azok aránya akik nem a szakmájuk szerinti foglalkozást űzték. A jövedelmek csökkentek és a gazdasági növekedés akadozott, hiszen az árnövekedéssel nem tudott a gazdaság lépést tartani.
Az elnöksége alatt neoliberális intézkedéseket vezetett be: külföldi tőkebefektetést ösztönöztek, az állami vállalatok privatizációját valamint adócsökkentést hajtottak végre. Ezen lépések rövidesen felkeltették a Nemzetközi Valutaalap és több nemzetközi megfigyelő figyelmét. 1986-ban belépett Mexikó az Általános Vám- és Kereskedelmi Egyezménybe, melynek következtében további reformokat és deregulációkat hajtottak végre. 1982-1988 között 1.155-ről 412-re csökkent le az állami vállalatok száma. Az elődei hibás gazdaságpolitikája miatt kénytelen volt elnöksége megszorító intézkedéseket hozni.

### Választási reform
1986-ban elnöksége alatt komoly választási reformokat hajtottak végre: 100-ról 200-ra növelték az arányos képviseletben, többmandátumos választókerületben megválasztható képviselők számát, a Képviselőházi választásokon. A szenátusi választások esetén meghatározták, hogy egy választáson csak a mandátumok felére választható meg képviselő 3-3 évente. Minden állam 2 szenátort delegál egy-egy ilyen választás esetén és a Szövetségi kerület 2-t. Mexikóváros törvényhozását is létrehozták.

### Pártszakadás a PRI-ben
1986 októberében a PRI képviselőinek egy csoportja Cuauhtémoc Cárdenas, Porfirio Muñoz Ledo és Ifigenia Martínez vezetésével megalapították a párton belül, a Demokratikus Folyam nevű baloldali szárnyat. Céljuk az volt, hogy a párt elnökjelöltjeinek megválasztására átlátható szabályok legyenek. Amikor kezdeményezésük nem ért célba, akkor kiléptek a pártból.

### Gyilkossági kísérlet
1984. május 1-én egy kormányellenes aktivista, José Antonio Palacios Marquina többed magával molotov-koktélokat dobott az elnöki palotára.

### San Juanico robbanás
1984. november 19-én a Mexikó államban levő San Juan Ixhuatepec településén levő cseppfolyós probán-bután gáztartályok szivárogni kezdtek, amit sajnos nem tudtak megállítani, tűz keletkezett és a tartályok közül több is felrobbant. A robbanás miatt a közelben levő San Juan falu teljesen megsemmisült, minden épült lángokban állt, a benne levő emberekkel együtt. 500-600 halottja lett a robbanásnak és 7 ezren súlyosan megsérültek. November 20-án de la Madrid elnök a helyszínre látogatott, majd felállítottak egy bizottságot, amit a házak újraépíttetésével és a túlélők megsegítésével bíztak meg. December 22-én nyilvánosságra hozták, hogy a Legfőbb Ügyészség az állami olajvállalatot, a Pemexet találta felelősnek a katasztrófa miatt és a túlélők kártérítésére kötelezték a vállalatot. Az állami vállalatot a tragédia miatt korrupcióval és alkalmatlansággal vádolták meg.

### 1985-ös mexikói földrengés
1985. szeptember 19.-én 8.0-s erősségű földrengés rázta meg Mexikóvárost, ahol 5 ezren vesztették életüket a rengések miatt. De la Madrid népszerűsége kárt szenvedett, a katasztrófahelyzet félrekezelése miatt, ugyanis kabinetje nem akart nemzetközi segélyeket elfogadni. Amiatt is kritika érte az elnököt, hogy kabinetje a külföldi adósságok törlesztése helyett nem a károk helyreállítására fordított több forrást. A kabinet eleinte nem akarta kérni a hadsereg segítségét a mentési munkálatokra, később pedig több járőrt vezényeltek az utcára, hogy megakadályozzák az utcai fosztogatásokat, akik a katasztrófahelyzet miatti zűrzavart kihasználták. A földrengés rengeteg nehézséget okozott az akkor már majdnem 60 éve kormányon levő Intézményes Forradalmi Pártnak. Ugyanis a gazdagabb, fejlett országok küldtek volna segélyt Mexikónak, de a PRI mindegyik politikusa elutasította azt, a Mexikói Külügyminisztérium is tájékoztatást adott ki, hogy nem kértek segélyt.

### 1986-os labdarúgó világbajnokság
1986-ban De la Madrid vezetése alatt tartották meg Mexikóban a labdarúgó világbajnokságot. A bajnokság ellen több tüntetés is volt, hisz Mexikó épp gazdasági válságban volt valamint az 1985-ös földrengés után próbált kilábalni, ami miatt sokan a VB megrendezését pazarlásnak és felesleges pénzkidobásnak tartották. Május 31.-én a világbajnokság nyitógálájának helyt adó Estadio Azteca stadion mellett az elnök beszédet tartott, de a 100 ezer fős tömeg kifütyülte őt. Így tiltakoztak De la Madrid kabinetjének, amiért rosszul kezelték a földrengés utáni helyzetet.

### Drogkereskedelem elleni harc
Az 1960-as és 1970-es években egyre nőtt az USA-ban az illegális szerfogyasztás, ami miatt az USA-nak egyre fontosabb lett a Mexikóból származó drogkereskedelem elleni harc. Az 1980-as években Ronald Reagan és George H. W. Bush amerikai elnökök harcot hirdettek a Mexikóból beáramló kábítószer miatt. Az USA Kábítószerelleni hivatala kiterjesztette működését ennek következtében Mexikó területére, a helyi hatóságok beleegyezése nélkül. 1987-ben De la Madrid elnök a drogcsempészetet nemzetbiztonsági problémának minősítette és a mexikói kábítószer-ellenes politikai újraszervezését sürgette. Csak ebben az évben 17 ezer embert tartoztattak le drogkereskedelem miatt. Azonban a frontvonalban dolgozó rendőröket gyakran lefizették kenőpénzzel a drogkereskedők emellett a rendőrség és a drogkereskedelemben résztvevő bűnszervezetek közti erőszak is egyre nőtt. A drogkereskedelemmel összefüggésben az amerikai-mexikói viszony jelentősen megromlott Enrique "Kiki" Camarena ügynök elrablásával és megölésével 1985-ben. 1984-ben Camarena vezetésével a mexikói hatóságok razziát tartottak Chihuahua államban egy feltételezett elosztó központban, 1985 februárjában Camarenát elrabolták majd megkínozták és megölték. Holttestét 1 hónappal később találták meg. Erre válaszul az USA a DEA különleges egységét küldte el, hogy koordinálja a gyilkosság miatti nyomozást. A nyomozásba a mexikói hatóságok közbeavatkoztak, beleértve Manuel Ibarra Herrerát, a Mexikói Szövetségi Rendőrség volt igazgatóját és Miguel Aldana Ibarrát, az Interpol egykori mexikói igazgatóját.